# Само
Само (Сенонагијa, Франачка, 607 – Братислава, Самово словенско краљевство, 660) је био један од првих познатих словенских владара и први познати велики и значајнији словенски владар. Био је владар опште познатог „Самовог краљевства”, које је он створио, прве познате организоване словенске државе, која је заправо била федерација више словенских држава, на чијем се челу управо он налазио.

## Биографија
Што се тиче порекла кнеза Сама, „Фредегарова хроника”, једини запис о Саму из тога доба, изричито каже: „Само, Франак рођењем [или народом], из покрајине Сенон[аг]ије”, што нам јасно говори да је био рођен у Франачкој. Овај извор даље каже како је дошао на власт и владао Словенима, од оне године у којој је франачки краљ Хлотар II Меровунг (584—629) био стар четрдесет година, што значи да је на власт дошао 624. или 625. године, и да је владао тридесет и пет година, односно до 659. или 660. године.
Године његове владавине су веома могуће сасвим тачне или бар приближне, у сваком случају, на власт је морао најкасније доћи 626. године, које је била словенско—аварска опсада Цариграда.
Авари су до 560-их година стигли до Карпата из азијских степа, те су ce сукобили против Словена. 
Аварска држава простирала се од суседне им Византије, преко савремене јужне и источне Мађарске, уз језеро Балатон, дуж јужне Словачке и Рутеније, све до савремене источне Словачке. 
Након што су Словени и Авари поражени пред Цариградом, 626. године, Словени су подигли устанак против Авара. 
Један од трговаца који су Словенима куповали оружје био је Само. Током устанка против Авара (626—631), вероватно на данашњем подручју Братислава–Девин, 
Само се придружио Словенима, који су под његовим вођством победили Аваре.
Према археолошким налазима, Самово је краљевство покривало данашњу Моравску, Словачку, Чешку и Доњу Аустрију. Насеља у каснијој Моравској кнежевини и Њитранској, често су иста као и она из времена Самова краљевства. Србија, Карантанија и лужичка Србија на Лаби, постале су делови краљевства око 631. године. Тако је настало Самово краљевство. Словени под вођством Сама, успели су 
одбити све аварске нападе, а пошто су побили неке франачке трговце или им отели робу, морали су се борити и против Франака. 631. године франачки краљ Дагоберт I Меровунг (603–639, владао 629–639) послао је три војске против краља Сама, највећу међу њима, која је кренула из Аустразије, Словени су потукли  код (данас непознатог) дворца Wogastisburga бранећи средиште Самова краљевства. Само је потом извео неколико противудара све до франачке Тирингије и опљачкао је. 
Taдa, Саму се придружио лyжичкoсрпски кнез Дерван. Ни данас није сигурно где се налазио Wogastisburg – неки кажу у Чешкој, други негде на Дунаву, трећи да је то Форцхајм, Братислава, Карунтум итд.
За овај период Мавро Орбин пише:„Скупини Франака, који путоваху из Новог Рима са својом робом, би путем одузет сав њихов иметак, а онима који се одупреше, Словени одузеше и живот. Дознавши то, Дагоберт одасла краљу Саму једног свога изасланика по имену Сикхар, затраживши од њега да исходи правду. Изасланик, увидевши да краљ Само не жели да га прими, заогрну се словенским хаљама како га овај не би препознао, те тако прерушен једнога дана иступи пред њега и изложи што му господар његов бејаше наложио, додавши како Само не сме потцењивати народ франачки, кад зна да је заједно с тим истим народом подложан Краљевству Франачком. Само би силно огорчен тим речима те одговори како би он, заједно са својим пуком, био одан Францима кад би Дагоберт и његови хтели одржати пријатељство са Словенима. Сикхар му одговори како је немогуће да Христове слуге склопе савез или било какво пријатељство с псима, на шта Само придодајући рече: Ви сасвим сигурно исповедате веру Христових слугу, а ми смо његови пси. Стога оно што ви против његове воље грешнога чините, нама је допуштено угризима зуба осветити, те то изрекавши, сместа га отера. Дагоберт се на то страшно увреди. Окупи тада бирану војску и поби се са Словенима. А они (како каже Аимон у четвртој књизи, поглављу 23.) разбише цвет франачке војске и одведоше много робља. Одмах потом појурише у помоћ својој словенској браћи која бејаху под опсадом франачком у каштелу Вогастру, те насрнувши на непријатеље, натераше их у бег и неколицину побише, отевши им сву опрему и шаторе. Још више осокољени том победом, Словени у великом броју нагрнуше у непријатељском походу у Тирингију и у друга места у франачком суседству. На то војвода Дерван, под чијом управом бејаху они словенски градови који дотада одржаваше пријатељство с Францима, видевши плодне и велике успехе словенске, као и да су Франци свеједнако надјачани, побуни се и приступи Словенима. Они се неко време задржаху у пустошењу Краљевства Франачког, па се затим окренуше против Италије, те ушавши у земљу године 640. или пак 650, како тврди Барди, починише велике штете, затим се, надвладани од Гримоалда, повукоше својим кућама.”
Након Самове смрти, 660. године, историја његовог краљевства није довољно позната. Претпоставља се да ce краљевство распало његовом смрћу. 
Археолошки налази показују да су се Авари вратили на старе поседе (барем на југ Мађарске) и помешали са Словенима, док су подручја јужно од аварског царства остала потпуно словенска. O Словенима и Аварима опет се нешто чује тек крајем 8. века, када је моравска кнежевина нападала Аваре, које су коначно победили Франци под Карлом Великим 796. и 802. године, након чега су Авари нестали са светске политичке позорнице.
Главни извор писаних података о Саму и његову краљевству је франачки документ „Фредегарова хроника”. 
Написао га је један аутор, који се можда звао Фредегар, око 660. или један oд три аутора из другe половинe 7. века. 
Други део летописа наводи историју Франака између 584. и 643. године, па се користи као један од главних извора за франачку историју. 
То је једини савременик који је писао о Саму. Сви други извори вуку порекло из тог летописа и дошли су много касније. 
То су, на примјер, „Gesta Dagoberti I, regnis Francorum” из прве трећине 9. века и „Покрштавање Бавараца и Карантанаца“ настало 871. – 872. године. Ово друго дело је врло пристрано, што не значи нужно да је погрешно. Оно тврди да је Само био трговац из Карантаније. Опште је мишљење да је био трговац.